# Thüringisch-obersächsische Dialektgruppe
Thüringisch-Obersächsisch ist eine Dialektgruppe des Ostmitteldeutschen, deren Dialekte teils zur Untergruppe des Thüringischen und teils zu derjenigen des Obersächsischen gehören. Sie werden überwiegend in den Ländern Sachsen und Thüringen sowie im Südteil Sachsen-Anhalts gesprochen, außerdem im südöstlichen Niedersachsen (ehemaliger Landkreis Osterode am Harz), im Nordosten Hessens (Eschwege, Wanfried), im äußersten Nordwesten des bayerischen Regierungsbezirkes Oberfranken (Ludwigsstadt) sowie im Süden des brandenburgischen Elbe-Elster-Landes. Bis 1945/46 sprachen im Elbtal ansässige Deutschböhmen ebenfalls elbisch-meißenische Mundarten.
Der niederhessische Mischdialekt um Kassel weist viele typische Elemente des Thüringisch-Obersächsischen auf.

## Besonderheiten
Es gibt im thüringisch-obersächsischen Sprachraum starke regionale Unterschiede, die auf die Ausgleichssprache (Kolonialdialekt) der im Mittelalter eingewanderten Franken (überwiegend Mainfranken), Thüringer, Flamen, Baiern und Sachsen zurückgehen, deren Ostsiedlung etwa um 1100 begann. Sprachformen des Meißner Kanzleideutsch und reichlich mittelhochdeutsches Wortgut waren die Schriftsprache von Martin Luther, die als wesentliche Grundlage der neuhochdeutschen Sprache gilt.
Gekennzeichnet ist das Thüringisch-Obersächsische durch eine Entrundung der Vokale, weitgehende Durchführung der binnendeutschen Konsonantenschwächung (Lenisierung der Konsonanten /p/, /t/ und /k/), zum Teil auch durch eine stark differenzierte Aussprache des G-Lautes (vor allem in den sachsen-anhaltischen und nordthüringischen Gebieten) und eine regional sehr unterschiedlich ausgeprägte melodische Betonung im Satz. Die zweite deutsche Lautverschiebung kam in diesem Raum in sehr voneinander abweichenden Positionen im Hinblick auf einzelne Elemente zum Stehen. Zudem wird auch in manchen Wörtern das b wie w bzw. f und v gesprochen wie zum Beispiel das Wort aber (also awer). Basilekte, d. h. Dialekte mit dem größten Stigma und kleinstem Prestige, werden kaum noch gesprochen. Die fließend erscheinenden Übergangsstufen zwischen Dialekt und Standarddeutschem, also Formen des Mesolektes, können sich auf bis zu fünf oder sieben belaufen.

## Thüringisch-obersächsische Dialekte

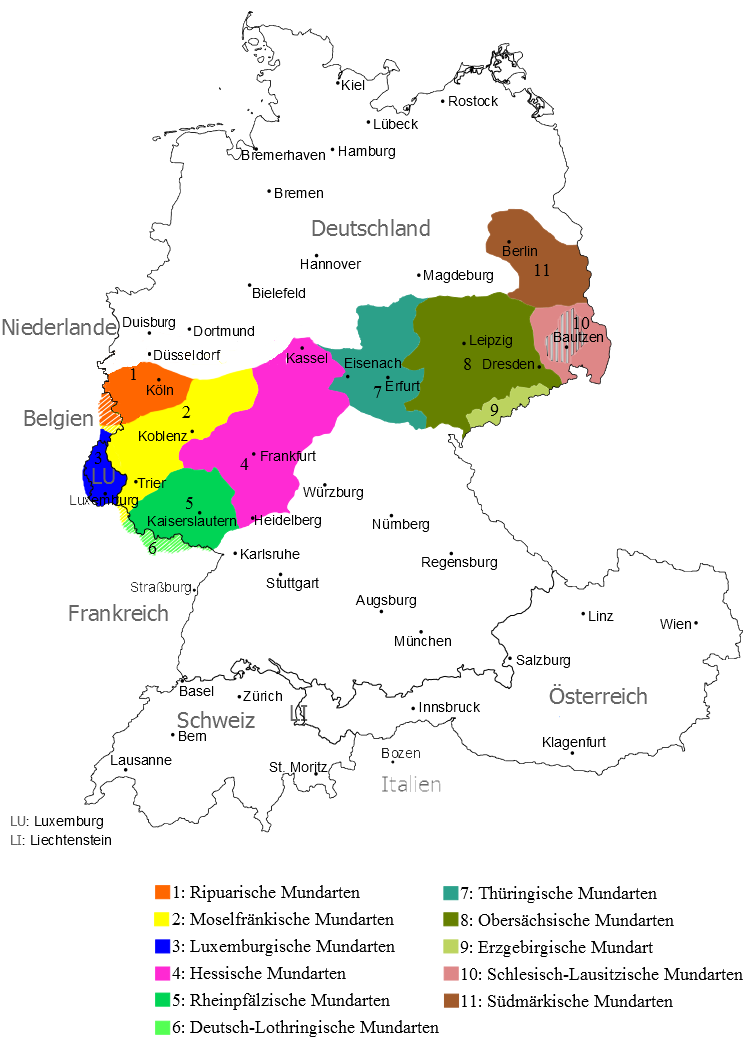
Thüringisch-obersächsische Dialekte (Nummer 7 und 8)

In der deutschen Dialektologie werden folgende Dialektgruppen unter Thüringisch und Obersächsisch aufgelistet:
- Thüringisch:
  - Zentralthüringisch in Thüringen, Raum Erfurt-Sömmerda-Bad Langensalza-Gotha-Friedrichroda-Ilmenau
  - Nordthüringisch in Thüringen, Sachsen-Anhalt und Niedersachsen, Raum Nordhausen-Bad Frankenhausen-Sondershausen sowie Sangerhausen-Harzgerode-Stolberg (Harz) und Bad Lauterberg-Bad Sachsa
  - Ostthüringisch, gesprochen um Eisenberg-Altenburg (Thüringen) sowie um Naumburg-Weißenfels-Zeitz-Hohenmölsen (Sachsen-Anhalt), außerdem die Sprachregion Mansfelder Land (s. u.)
  - Südostthüringisch, gesprochen in Thüringen vor allem in und um die Stadt Gera und im Süden des Saale-Holzland-Kreises, im Saale-Orla-Kreis, im Landkreis Greiz, im südlichen Landkreis Saalfeld-Rudolstadt und im äußersten Norden des Landkreises Kronach um Ludwigsstadt in Bayern
- Obersächsisch:
  - Osterländisch in Sachsen im heutigen Landkreis Nordsachsen außer im Altkreis Oschatz und um Taucha (an der B6 von Leipzig in Richtung Halle findet ein fließender Übergang (Schkeuditz-Großkugel) statt), in Sachsen-Anhalt um Lutherstadt Wittenberg, Bitterfeld-Wolfen und Jessen und im Grenzbereich von Brandenburg um Herzberg (Elster), Bad Liebenwerda, Elsterwerda und im Schraden
  - Meißenisch in Sachsen: Der meißnische Dialekt hat sich unter dem Einfluss der mitteldeutschen Besiedlung Sachsens zwischen dem 11. und 13. Jahrhundert herausgebildet.
    - Nordmeißenisch im Raum Grimma-Döbeln-Riesa
    - Nordostmeißenisch im Raum Lommatzsch-Großenhain
    - Westmeißenisch im Raum Mittweida-Rochlitz-Borna
    - Südmeißenisch im Raum Oederan-Frankenberg-Hainichen-Freiberg
    - Südostmeißenisch im Raum Dippoldiswalde-Freiberg-Meißen-Radeburg-Pirna-Bad Schandau

Die Arbeitsstelle Thüringer Dialektforschung an der Friedrich-Schiller-Universität Jena führt daneben folgende Dialekte auf:
- Ilmthüringisch in Thüringen um Jena, Rudolstadt, Katzhütte, Gehren, Stadtilm, Weimar und in Sachsen-Anhalt um Nebra
- Nordostthüringisch um Artern in Thüringen und zum großen Teil in Sachsen-Anhalt um Querfurt und Merseburg
  - Hallisch als eigenständiger Nordosterländischer/nordostthüringischer Dialekt in der und um die kreisfreie Stadt Halle (Saale)
  - Mansfeldisch als ursprünglich niederdeutscher, später mitteldeutsch überprägter eigenständiger Dialekt um Eisleben, Hettstedt und Mansfeld in Sachsen-Anhalt
- Westthüringisch in Thüringen um Eisenach und Bad Salzungen
- Eichsfeldisch innerhalb des Nordthüringischen als Niedersächsisch-Ostfälisch geprägter Übergangsdialekt in einem großen Teil des Eichsfelds, um Heilbad Heiligenstadt, Mühlhausen und Worbis

## Besonderheiten, Ausnahmen, Übergangsbereiche
Das sich im östlichen Kursachsen und in der Lausitz vermischende Meißenische und Ostmitteldeutsche nahmen auch die im Land verbliebenen Sorben an. In der Lausitz wird mit dem Sorbischen bis heute eine westslawische Sprache gesprochen, die vor allem in Betonung und Aussprache meißenischen Einflüssen ausgesetzt war. Andererseits wanderte slawisches Wortgut ins Deutsche, so zum Beispiel Grenze, Quark. Auch das Sorbische hat seinen Anteil an der Ausbildung des Thüringisch-Obersächsischen.
Meißnisch
Der Dialekt, eigentlich Obersächsisch und Osterländisch, findet gelegentlich Anwendung im Kabarett sowie bei Komikern. Es wird eingesetzt, um die nicht wenigen kulturell-mentalen, meist politisch-historisch bedingten Differenzen zwischen dem ehemaligen Preußen (im Sinne von Berlin und Brandenburg) und Kursachsen (mit den kulturellen Zentren Dresden, Leipzig und Chemnitz) oder zwischen dem Osten und dem Westen Deutschlands sketchhaft zu skizzieren. Häufig sind die Sprecher jedoch keine gebürtigen Sachsen und imitieren das Meißenische oder Osterländische, was auch irrtümlicherweise als Sächsisch oder Ostdeutsch bezeichnet wird, in unterschiedlicher Qualität, dadurch wird ein falsches Bild dieses Sprachgebietes auf der Bühne und in den Medien gezeigt. Dabei galt das Thüringisch-Obersächsische – insbesondere das eng verwandte Anhaltische, das Nordthüringische und das Eichsfeldische – in den vergangenen Jahrhunderten lange Zeit als vorbildlich für die hochdeutsche Aussprache.
Die Bezeichnung Sächsisch ist dabei sprachwissenschaftlich inkorrekt, da Sächsisch (bezogen auf die Sprecher der Gebiete des Stammesherzogtums Sachsen) die Sprache der Bewohner Norddeutschlands und der Ostniederlande war. Dennoch ist diese Bezeichnung durchaus verbreitet. „Mamsell Claß nahm mich indessen in die Arme, herzte mich, sprach mir auf sächsisch zu, und währenddessen war mein Mutter weg.“ (Wilhelm von Kügelgen über seine Erlebnisse 1807.)
Westthüringisch
Westthüringisch, früher Ringgauisch, ist vor allem in der Region zwischen der Rennsteigverlängerung über Kupfersuhl nach Vacha und der am Salzbogen verlaufenden nördlichen Grenze zum Hennebergischen ein Übergangs- und Mischdialekt aus Hennebergisch und Zentralthüringisch und etwas Osthessisch. In der Rhön und ihren angrenzenden Gebieten verliert sich das Thüringisch-Obersächsische in Richtung Südwesten im angrenzenden Rhöner Platt. Am auffälligsten ist dieser kaum noch thüringisch anmutende Dialekt im Raum Bad Salzungen.